# デジオン
株式会社デジオン（英: DigiOn, Inc.）は、福岡県福岡市に本社を置くゲーム会社。

## 概要
前身はジャストシステムの福岡研究所。1999年にマルチメディアに特化した会社としてスピンオフした。
2005年にベンチャーキャピタルのインテル・キャピタル・ジャパンより出資を受ける。2010年にアイ・オー・データ機器、メルコホールディングス（以下、メルコHD）と共に一般社団法人デジタルライフ推進協会を設立。同年7月にアイ・オー・データ機器の持分法適用関連会社となった。2015年にはメルコHDも持分法適用関連会社化しており、これにより両社の関連会社となったが、2019年にメルコHDの完全子会社となっている。
主な事業はマルチメディア、ホームネットワークに特化したソフト開発で、設立当初はPCアプリケーションを主軸としていたが、現在はホームネットワーク製品の組み込みソフトも手がける。取引企業は国内大手メーカーだけでなく、海外メーカーとの取引も行なっている。またメルコHD（バッファロー）の子会社であるため、同社製品のファームウェアや、バンドルソフトの提供などが行われている。

## 沿革
- 1999年（平成11年）1月 - 福岡市早良区百道浜にて設立。
- 2000年（平成12年）6月 - 東京オフィスを東京都渋谷区桜丘に開設。
- 2003年（平成15年）
  - 5月 - 東京オフィスを港区赤坂二丁目に移転。
  - 9月 - ホームAVネットワーク国際標準規格策定団体Digital Home Working Group（現・Digital Living Network Alliance、略称「DLNA」）に加盟。
- 2004年（平成16年）1月 - 当社製品「DiXiM（ディクシム）」ソリューションのライセンス販売開始。
- 2005年（平成17年）
  - 8月 - 船井電機、ヤフーと資本提携を実施。
  - 10月 - 当社製品「DiXiM」ソリューションがDLNA認証を取得。
  - 11月 - Intel Corporationとの資本提携の一環として、同社グループ会社であるIntel Capital Corporationに対し転換社債型新株予約権付社債を発行[7]。
  - 12月 - NTTドコモと資本提携。
- 2006年（平成18年）
  - 10月 - 当社製品「DiXiM」がヤフーの「Yahoo!デジタルホームエンジン」に採用。
  - 12月 - アメリカ合衆国カリフォルニア州サンノゼにUSオフィスを開設。
- 2007年（平成19年）2月 - DLNAにて、当社が各種意思決定・規格策定等を行うプロモーターメンバー（幹事会員：世界大手企業24社が幹事会員を構成）に昇格。
- 2008年（平成20年）
  - 6月 - Marlin IPTV-ES対応のPC用プレーヤーソフトを開発し、KDDIに提供。商用サービス「LISMO Video」におけるPCソフトウェアとして日本で初めて利用開始。
  - 12月 - KDDIのケータイ専用アミューズメント・ボックス「au BOX」にMarlin IPTV-ES対応モジュールを提供。
- 2009年（平成21年）
  - 7月 - DTCP-IP対応ネットワークメディアプレイヤーソフト「DiXiM Digital TV」を開発、コンシューマ市場向けに発売。
  - 9月 - iPhone対応サービス「イチロク」を公開、スケジュール管理とオンライン録音機能を提供。
  - 12月 - 機能拡張版DTCP-IP対応ネットワークメディアプレイヤーソフト「DiXiM Digital TV plus」を発売。
- 2010年（平成22年）
  - 2月 - アイ・オー・データ機器及びメルコホールディングスと共に一般社団法人デジタルライフ推進協会を設立。
  - 7月 - アイ・オー・データ機器が当社の株式を取得。同社の出資比率が10.97%から32.38%になり、持分法適用関連会社となった[8]。
- 2015年（平成27年）11月 - メルコHDが当社株式の34%を取得し、持分法適用関連会社化[9]。
- 2019年（令和元年）8月 - 簡易株式交換によりメルコHDの完全子会社となる[2]。

## ホームネットワーク
当社はDigital Living Network Alliance（DLNA）の幹事企業（プロモーター）である。
DiXiM（ディクシム）というホームネットワーク・ブランドを持っている。DiXiMの中核はDiXiM SDKといわれるUPnPプロトコルスタックで、DiXiMブランドの全ての製品はDiXiM SDKを使用している。PCアプリケーションとして「DiXiM Digital TV」という、DTCP-IPのクライアントを発売している。
DTCP-IPクライアントの最初の実装と言われる3代目ソニー・ルームリンクはDiXiM SDKを使って実装されている。

## その他
かつてはWindows向けのアプリケーションソフトとしてDVD-Audio用オーサリングツール（「DigiOn DVD Audio」等）を手掛けていた。
2004年にPCソフトウェアとしてははじめてグッドデザイン賞の金賞を受賞している。2001年にTLSやS/MIMEの暗号化に必要な公開鍵証明書を無料で発行する「FreeCA」サービスの提供を開始し、いわゆる認証局業務に参入したが、2006年頃にサービスを終了し撤退した。